# Liste der Nummer-eins-Hits in Dänemark (2015)
Dies ist eine Liste der Nummer-eins-Hits in Dänemark im Jahr 2015. Sie basiert auf den offiziellen Album Top-40 und Track Top-40, die im Auftrag von IFPI Dänemark erstellt werden.

## Singles
| ← 2014 ← | Liste der Nummer-eins-Hits in Dänemark | Liste der Nummer-eins-Hits in Dänemark | Liste der Nummer-eins-Hits in Dänemark | 2016 → |
| \| Zeitraum \| Wo. ges. \| Interpret \| Titel Autor(en) \| Zusätzliche Informationen \| \| (Zeitraum, Wochen auf Platz eins, Interpret, Titel, Autor[en], zusätzliche Informationen) \| \| \| \| \| \| ----------------------------------------------------------------------------------------- \| -------- \| ------------------------------------ \| ----------------------------------------------------------------------------------------------------------------------------------------------------------------------- \| --------------------------------------------------------------------------------------------------------------------------------------------------------------------------------------------------------------------------------------- \| \| 49. Woche 2014 – 6. Woche 2015 10 Wochen \| 10 \| Omi \| Cheerleader (Felix Jaehn Remix) Omar Samuel Pasley, Clifton Dillon, Mark Bradford, Ryan Dillon, Sly Dunbar \| – \| \| 7.–9. Woche 3 Wochen \| 3 \| Ellie Goulding \| Love Me like You Do Max Martin, Savan Kotecha, Ali Payami, Tove Nilsson, Ilya Salmanzadeh \| – \| \| 10.–13. Woche 4 Wochen \| 4 \| Rihanna, Kanye West & Paul McCartney \| Four Five Seconds Kanye West, Paul McCartney, Kirby Lauryen, Mike Dean, Tyrone Griffin, Dave Longstreth, Dallas Austin, Elon Rutberg, Noah Goldstein \| – \| \| 14. Woche 1 Woche \| 1 \| Major Lazer & DJ Snake feat. Mø \| Lean On Thomas Wesley Pentz, Karen Marie Ørsted, William Grigahcine, Philip Meckseper \| – \| \| 15.–24. Woche 10 Wochen \| 10 \| Wiz Khalifa feat. Charlie Puth \| See You Again Justin Franks, Cameron Thomaz, Andrew Cedar, Charles Puth \| – \| \| 25.–29. Woche 5 Wochen (insgesamt 6) \| 6 \| Lukas Graham \| 7 Years Lukas Forchhammer, Morten Ristorp, Stefan Forrest, Morten Pilegaard \| Mit dem neuen Nummer-eins-Album kamen auch alle Albumsongs in die dänischen Top 40, darunter auch der Nummer-eins-Hit des Vorjahres Mama Said als Chartrückkehrer. \| \| 30. Woche 1 Woche \| 1 \| Lukas Graham \| Strip No More Lukas Forchhammer, Magnus Larsson, Mark Falgren, Morten Ristorp, Stefan Forrest, Morten Pilegaard, Christopher Steven Brown, Brandon Beal, Sebastian Fogh \| Vier Wochen lang war das Lied hinter 7 Years auf Platz 2 und überholte dann doch noch den Song vom selben Album. \| \| 31. Woche 1 Woche (insgesamt 6) \| 6 \| Lukas Graham \| 7 Years Lukas Forchhammer, Morten Ristorp, Stefan Forrest, Morten Pilegaard \| – \| \| 32.–33. Woche 2 Wochen \| 2 \| The Weeknd \| Can’t Feel My Face Max Martin, Savan Kotecha, Peter Svensson, Ali Payami, Abel Tesfaye \| – \| \| 34.–35. Woche 2 Wochen \| 2 \| Gilli feat. Mellemfingamuzik \| C’est la vie Musik: Kewan Pádre; Text: Kian Rosenberg Larsen \| Bis zu diesem Hit war der Rapper vorwiegend in der zweiten Hälfte der Top 40 erfolgreich, in drei Jahren hatte er zuvor zwei Solohits und drei Platzierungen als Gastmusiker. \| \| 36.–37. Woche 2 Wochen (insgesamt 7) \| 7 \| Justin Bieber \| What Do You Mean? Jason Boyd, Mason Levy, Justin Bieber \| Nach dem Rekordjahr 2013 mit sechs Nummer-eins-Hits dauerte es eineinhalb Jahre, dann stieg der Kanadier zum siebten Mal auf Platz eins ein. Es ist seine 32. Chartplatzierung in knapp fünfeinhalb Jahren in Dänemark. \| \| 38. Woche 1 Woche \| 1 \| Rasmus Seebach \| Uanset \| Für den Sänger aus Frederiksberg ist das Lied der fünfte Nummer-eins-Hit und der 25. Charthit seit seinem Debüt 2009 mit Engel. \| \| 39.–43. Woche 5 Wochen (insgesamt 7) \| 7 \| Justin Bieber \| What Do You Mean? Jason Boyd, Mason Levy, Justin Bieber \| – \| \| 44. Woche 1 Woche (insgesamt 3) \| 3 \| Justin Bieber \| Sorry Justin Bieber, Sonny Moore, Justin Tranter, Julia Michaels, Michael Tucker \| Wie schon 2013 löste sich Bieber selbst auf Platz eins ab, allerdings war Dänemark eines der wenigen Länder, in denen Sorry die Spitze erreichte, fast überall war die zeitgleich veröffentlichte Single Hello von Adele erfolgreicher. \| \| 45.–46. Woche 2 Wochen \| 2 \| Adele \| Hello Greg Kurstin, Adele Adkins \| – \| \| 47.–48. Woche 2 Wochen (insgesamt 3) \| 3 \| Justin Bieber \| Sorry Justin Bieber, Sonny Moore, Justin Tranter, Julia Michaels, Michael Tucker \| – \| \| 49. Woche 2015 – 2. Woche 2016 7 Wochen \| 7 \| Justin Bieber \| Love Yourself Benjamin Levin, Justin Bieber, Ed Sheeran \| – \| |                                        |                                        | | |
| ← 2014 |                                        |                                        | | → 2016 → |
| Zeitraum | Wo. ges.                               | Interpret                              | Titel Autor(en) | Zusätzliche Informationen |
| (Zeitraum, Wochen auf Platz eins, Interpret, Titel, Autor[en], zusätzliche Informationen) |                                        |                                        | | |
| 49. Woche 2014 – 6. Woche 2015 10 Wochen | 10                                     | Omi                                    | Cheerleader (Felix Jaehn Remix) Omar Samuel Pasley, Clifton Dillon, Mark Bradford, Ryan Dillon, Sly Dunbar                                                              | – |
| 7.–9. Woche 3 Wochen | 3                                      | Ellie Goulding                         | Love Me like You Do Max Martin, Savan Kotecha, Ali Payami, Tove Nilsson, Ilya Salmanzadeh                                                                               | – |
| 10.–13. Woche 4 Wochen | 4                                      | Rihanna, Kanye West & Paul McCartney   | Four Five Seconds Kanye West, Paul McCartney, Kirby Lauryen, Mike Dean, Tyrone Griffin, Dave Longstreth, Dallas Austin, Elon Rutberg, Noah Goldstein                    | – |
| 14. Woche 1 Woche | 1                                      | Major Lazer & DJ Snake feat. Mø        | Lean On Thomas Wesley Pentz, Karen Marie Ørsted, William Grigahcine, Philip Meckseper                                                                                   | – |
| 15.–24. Woche 10 Wochen | 10                                     | Wiz Khalifa feat. Charlie Puth         | See You Again Justin Franks, Cameron Thomaz, Andrew Cedar, Charles Puth                                                                                                 | – |
| 25.–29. Woche 5 Wochen (insgesamt 6) | 6                                      | Lukas Graham                           | 7 Years Lukas Forchhammer, Morten Ristorp, Stefan Forrest, Morten Pilegaard                                                                                             | Mit dem neuen Nummer-eins-Album kamen auch alle Albumsongs in die dänischen Top 40, darunter auch der Nummer-eins-Hit des Vorjahres Mama Said als Chartrückkehrer.                                                                      |
| 30. Woche 1 Woche | 1                                      | Lukas Graham                           | Strip No More Lukas Forchhammer, Magnus Larsson, Mark Falgren, Morten Ristorp, Stefan Forrest, Morten Pilegaard, Christopher Steven Brown, Brandon Beal, Sebastian Fogh | Vier Wochen lang war das Lied hinter 7 Years auf Platz 2 und überholte dann doch noch den Song vom selben Album. |
| 31. Woche 1 Woche (insgesamt 6) | 6                                      | Lukas Graham                           | 7 Years Lukas Forchhammer, Morten Ristorp, Stefan Forrest, Morten Pilegaard                                                                                             | – |
| 32.–33. Woche 2 Wochen | 2                                      | The Weeknd                             | Can’t Feel My Face Max Martin, Savan Kotecha, Peter Svensson, Ali Payami, Abel Tesfaye                                                                                  | – |
| 34.–35. Woche 2 Wochen | 2                                      | Gilli feat. Mellemfingamuzik           | C’est la vie Musik: Kewan Pádre; Text: Kian Rosenberg Larsen | Bis zu diesem Hit war der Rapper vorwiegend in der zweiten Hälfte der Top 40 erfolgreich, in drei Jahren hatte er zuvor zwei Solohits und drei Platzierungen als Gastmusiker.                                                           |
| 36.–37. Woche 2 Wochen (insgesamt 7) | 7                                      | Justin Bieber                          | What Do You Mean? Jason Boyd, Mason Levy, Justin Bieber | Nach dem Rekordjahr 2013 mit sechs Nummer-eins-Hits dauerte es eineinhalb Jahre, dann stieg der Kanadier zum siebten Mal auf Platz eins ein. Es ist seine 32. Chartplatzierung in knapp fünfeinhalb Jahren in Dänemark.                 |
| 38. Woche 1 Woche | 1                                      | Rasmus Seebach                         | Uanset | Für den Sänger aus Frederiksberg ist das Lied der fünfte Nummer-eins-Hit und der 25. Charthit seit seinem Debüt 2009 mit Engel. |
| 39.–43. Woche 5 Wochen (insgesamt 7) | 7                                      | Justin Bieber                          | What Do You Mean? Jason Boyd, Mason Levy, Justin Bieber | – |
| 44. Woche 1 Woche (insgesamt 3) | 3                                      | Justin Bieber                          | Sorry Justin Bieber, Sonny Moore, Justin Tranter, Julia Michaels, Michael Tucker                                                                                        | Wie schon 2013 löste sich Bieber selbst auf Platz eins ab, allerdings war Dänemark eines der wenigen Länder, in denen Sorry die Spitze erreichte, fast überall war die zeitgleich veröffentlichte Single Hello von Adele erfolgreicher. |
| 45.–46. Woche 2 Wochen | 2                                      | Adele                                  | Hello Greg Kurstin, Adele Adkins | – |
| 47.–48. Woche 2 Wochen (insgesamt 3) | 3                                      | Justin Bieber                          | Sorry Justin Bieber, Sonny Moore, Justin Tranter, Julia Michaels, Michael Tucker                                                                                        | – |
| 49. Woche 2015 – 2. Woche 2016 7 Wochen | 7                                      | Justin Bieber                          | Love Yourself Benjamin Levin, Justin Bieber, Ed Sheeran | – |

## Alben
| ← 2014 ← | Liste der Nummer-eins-Hits in Dänemark | Liste der Nummer-eins-Hits in Dänemark | Liste der Nummer-eins-Hits in Dänemark | 2016 → |
| \| Zeitraum \| Wo. ges. \| Interpret \| Titel \| Zusätzliche Informationen \| \| (Zeitraum, Wochen auf Platz eins, Interpret, Titel, zusätzliche Informationen) \| \| \| \| \| \| ------------------------------------------------------------------------------ \| -------- \| ------------------------ \| ------------------------- \| ----------------------------------------------------------------------------------------------------------------------------------------------------------------------------------------------------------------------------------------------------------------------------------------------------------- \| \| 1.–5. Woche 5 Wochen (insgesamt 8) \| 8 \| Ed Sheeran \| × \| – \| \| 6. Woche 1 Woche \| 1 \| Marie Key \| Tænker du vi danser \| Nachdem das Vorgängeralbum De her dage fast zwei Jahre in den Top 40 gewesen war und Dreifachplatin erreicht hatte, stieg das insgesamt dritte Studioalbum der Liedermacherin aus Kopenhagen direkt auf Platz 1 ein. \| \| 7.–8. Woche 2 Wochen (insgesamt 6) \| 6 \| Verschiedene Interpreten \| Melodi Grand Prix 2015 \| – \| \| 9. Woche 1 Woche \| 1 \| TV-2 \| Det gode liv \| – \| \| 10.–11. Woche 2 Wochen (insgesamt 6) \| 6 \| Verschiedene Interpreten \| Melodi Grand Prix 2015 \| – \| \| 12.–13. Woche 2 Wochen \| 2 \| Mark Knopfler \| Tracker \| – \| \| 14.–15. Woche 2 Wochen (insgesamt 6) \| 6 \| Verschiedene Interpreten \| Melodi Grand Prix 2015 \| – \| \| 16. Woche 1 Woche \| 1 \| Ulige Numre \| Grand Prix \| – \| \| 17. Woche 1 Woche (insgesamt 8) \| 8 \| Ed Sheeran \| × \| – \| \| 18. Woche 1 Woche \| 1 \| Mew \| +/− \| – \| \| 19. Woche 1 Woche (insgesamt 8) \| 8 \| Ed Sheeran \| × \| – \| \| 20.–21. Woche 2 Wochen \| 2 \| Johnny Hansen \| My Favorite Country Songs \| – \| \| 22.–23. Woche 2 Wochen \| 2 \| Cisilia \| Unge øjne \| – \| \| 24. Woche 1 Woche \| 1 \| Muse \| Drones \| – \| \| 25.–39. Woche 15 Wochen (insgesamt 22) \| 22 \| Lukas Graham \| Lukas Graham (Blue Album) \| Album Nummer zwei der Band erreichte nicht nur dieselbe Position wie der Vorgänger, es hatte auch dasselbe Covermotiv. Es wurde lediglich aus einem goldbraunen ein blaues Cover. Und auch die 15 Wochen auf Platz eins erreichte die Band zum zweiten Mal, konnte sie später aber noch einmal übertreffen. \| \| 40. Woche 1 Woche \| 1 \| Johnny Madsen \| Godt nyt \| Der Musiker war zwar schon seit über 30 Jahren aktiv, stand aber erstmals auf Platz eins der Charts. \| \| 41. Woche 1 Woche \| 1 \| Lars Lilholt \| Amulet \| Zum fünften Mal in den 15 Jahren seiner Solokarriere steht der Folkmusiker an der Spitze der Albumcharts. Es war sein zehntes Album in den Charts. \| \| 42. Woche 1 Woche \| 1 \| Stine Bramsen \| Fiftyseven \| Die Sängerin von Alphabeat hatte im Vorjahr einen Nummer-zwei-Hit und früher im Jahr eine EP in den Charts. Mit dem Solodebütalbum schaffte sie sofort den Sprung auf Platz eins. \| \| 43.–45. Woche 3 Wochen (insgesamt 22) \| 22 \| Lukas Graham \| Lukas Graham (Blue Album) \| – \| \| 46.–47. Woche 2 Wochen (insgesamt 6) \| 6 \| Rasmus Seebach \| Verden ka’ vente \| Seit dem Debüt 2009 kehrte Seebach alle zwei Jahre an die Spitze der Charts zurück, mit diesem Album zum vierten Mal in Folge. \| \| 48. Woche 1 Woche \| 1 \| Adele \| 25 \| – \| \| 49.–52. Woche 4 Wochen (insgesamt 6) \| 6 \| Rasmus Seebach \| Verden ka’ vente \| – \| \| 53. Woche 2015 – 1. Woche 2016 2 Wochen (insgesamt 10) \| 10 \| Justin Bieber \| Purpose \| – \| |                                        |                                        |                                        | |
| ← 2014 |                                        |                                        |                                        | → 2016 → |
| Zeitraum | Wo. ges.                               | Interpret                              | Titel                                  | Zusätzliche Informationen |
| (Zeitraum, Wochen auf Platz eins, Interpret, Titel, zusätzliche Informationen) |                                        |                                        |                                        | |
| 1.–5. Woche 5 Wochen (insgesamt 8) | 8                                      | Ed Sheeran                             | ×                                      | – |
| 6. Woche 1 Woche | 1                                      | Marie Key                              | Tænker du vi danser                    | Nachdem das Vorgängeralbum De her dage fast zwei Jahre in den Top 40 gewesen war und Dreifachplatin erreicht hatte, stieg das insgesamt dritte Studioalbum der Liedermacherin aus Kopenhagen direkt auf Platz 1 ein.                                                                                        |
| 7.–8. Woche 2 Wochen (insgesamt 6) | 6                                      | Verschiedene Interpreten               | Melodi Grand Prix 2015                 | – |
| 9. Woche 1 Woche | 1                                      | TV-2                                   | Det gode liv                           | – |
| 10.–11. Woche 2 Wochen (insgesamt 6) | 6                                      | Verschiedene Interpreten               | Melodi Grand Prix 2015                 | – |
| 12.–13. Woche 2 Wochen | 2                                      | Mark Knopfler                          | Tracker                                | – |
| 14.–15. Woche 2 Wochen (insgesamt 6) | 6                                      | Verschiedene Interpreten               | Melodi Grand Prix 2015                 | – |
| 16. Woche 1 Woche | 1                                      | Ulige Numre                            | Grand Prix                             | – |
| 17. Woche 1 Woche (insgesamt 8) | 8                                      | Ed Sheeran                             | ×                                      | – |
| 18. Woche 1 Woche | 1                                      | Mew                                    | +/−                                    | – |
| 19. Woche 1 Woche (insgesamt 8) | 8                                      | Ed Sheeran                             | ×                                      | – |
| 20.–21. Woche 2 Wochen | 2                                      | Johnny Hansen                          | My Favorite Country Songs              | – |
| 22.–23. Woche 2 Wochen | 2                                      | Cisilia                                | Unge øjne                              | – |
| 24. Woche 1 Woche | 1                                      | Muse                                   | Drones                                 | – |
| 25.–39. Woche 15 Wochen (insgesamt 22) | 22                                     | Lukas Graham                           | Lukas Graham (Blue Album)              | Album Nummer zwei der Band erreichte nicht nur dieselbe Position wie der Vorgänger, es hatte auch dasselbe Covermotiv. Es wurde lediglich aus einem goldbraunen ein blaues Cover. Und auch die 15 Wochen auf Platz eins erreichte die Band zum zweiten Mal, konnte sie später aber noch einmal übertreffen. |
| 40. Woche 1 Woche | 1                                      | Johnny Madsen                          | Godt nyt                               | Der Musiker war zwar schon seit über 30 Jahren aktiv, stand aber erstmals auf Platz eins der Charts. |
| 41. Woche 1 Woche | 1                                      | Lars Lilholt                           | Amulet                                 | Zum fünften Mal in den 15 Jahren seiner Solokarriere steht der Folkmusiker an der Spitze der Albumcharts. Es war sein zehntes Album in den Charts. |
| 42. Woche 1 Woche | 1                                      | Stine Bramsen                          | Fiftyseven                             | Die Sängerin von Alphabeat hatte im Vorjahr einen Nummer-zwei-Hit und früher im Jahr eine EP in den Charts. Mit dem Solodebütalbum schaffte sie sofort den Sprung auf Platz eins. |
| 43.–45. Woche 3 Wochen (insgesamt 22) | 22                                     | Lukas Graham                           | Lukas Graham (Blue Album)              | – |
| 46.–47. Woche 2 Wochen (insgesamt 6) | 6                                      | Rasmus Seebach                         | Verden ka’ vente                       | Seit dem Debüt 2009 kehrte Seebach alle zwei Jahre an die Spitze der Charts zurück, mit diesem Album zum vierten Mal in Folge. |
| 48. Woche 1 Woche | 1                                      | Adele                                  | 25                                     | – |
| 49.–52. Woche 4 Wochen (insgesamt 6) | 6                                      | Rasmus Seebach                         | Verden ka’ vente                       | – |
| 53. Woche 2015 – 1. Woche 2016 2 Wochen (insgesamt 10) | 10                                     | Justin Bieber                          | Purpose                                | – |

## Jahreshitparaden
| ← 2014 ← | Liste der Nummer-eins-Hits in Dänemark | Liste der Nummer-eins-Hits in Dänemark     | Liste der Nummer-eins-Hits in Dänemark | 2016 →   |
| \| Singles \| Position# \| Alben \| \| ----------------------------------------------------------------------------------------------------------------------------------------------------------------------------------------- \| --------- \| ------------------------------------------ \| \| Lean On Major Lazer & DJ Snake feat. Mø Thomas Wesley Pentz, Karen Marie Ørsted, William Grigahcine, Philip Meckseper \| 1 \| Verden ka’ vente Rasmus Seebach \| \| Cheerleader (Felix Jaehn Remix) Omi Omar Samuel Pasley, Clifton Dillon, Mark Bradford, Ryan Dillon, Sly Dunbar \| 2 \| Lukas Graham (Blue Album) Lukas Graham \| \| Love Me like You Do Ellie Goulding Max Martin, Savan Kotecha, Ali Payami, Tove Nilsson, Ilya Salmanzadeh \| 3 \| × Ed Sheeran \| \| See You Again Wiz Khalifa feat. Charlie Puth Justin Franks, Cameron Thomaz, Andrew Cedar, Charles Puth \| 4 \| 25 Adele \| \| 7 Years Lukas Graham Lukas Forchhammer, Morten Ristorp, Stefan Forrest, Morten Pilegaard \| 5 \| MGP 2015 (Verschiedene Interpreten) \| \| What Do You Mean? Justin Bieber Jason Boyd, Mason Levy, Justin Bieber \| 6 \| In the Lonely Hour Sam Smith \| \| Thinking Out Loud Ed Sheeran Ed Sheeran, Amy Wadge \| 7 \| Purpose Justin Bieber \| \| Stole the Show Kygo feat. Parson James Ashton Parson, Kyrre Gørvell-Dahll, Kyle Kelso, Marli Harwood, Michael Harwood \| 8 \| Ingen kan love dig i morgen Rasmus Seebach \| \| Uptown Funk! Mark Ronson feat. Bruno Mars Mark Ronson, Jeff Bhasker, Bruno Mars, Philip Lawrence \| 9 \| Handwritten Shawn Mendes \| \| Four Five Seconds Rihanna, Kanye West & Paul McCartney Kanye West, Paul McCartney, Kirby Lauryen, Mike Dean, Tyrone Griffin, Dave Longstreth, Dallas Austin, Elon Rutberg, Noah Goldstein \| 10 \| Tænker du vi danser Marie Key \| |                                        |                                            |                                        |          |
| ← 2014 |                                        |                                            |                                        | → 2016 → |
| Singles | Position#                              | Alben                                      |                                        |          |
| Lean On Major Lazer & DJ Snake feat. Mø Thomas Wesley Pentz, Karen Marie Ørsted, William Grigahcine, Philip Meckseper | 1                                      | Verden ka’ vente Rasmus Seebach            |                                        |          |
| Cheerleader (Felix Jaehn Remix) Omi Omar Samuel Pasley, Clifton Dillon, Mark Bradford, Ryan Dillon, Sly Dunbar | 2                                      | Lukas Graham (Blue Album) Lukas Graham     |                                        |          |
| Love Me like You Do Ellie Goulding Max Martin, Savan Kotecha, Ali Payami, Tove Nilsson, Ilya Salmanzadeh | 3                                      | × Ed Sheeran                               |                                        |          |
| See You Again Wiz Khalifa feat. Charlie Puth Justin Franks, Cameron Thomaz, Andrew Cedar, Charles Puth | 4                                      | 25 Adele                                   |                                        |          |
| 7 Years Lukas Graham Lukas Forchhammer, Morten Ristorp, Stefan Forrest, Morten Pilegaard | 5                                      | MGP 2015 (Verschiedene Interpreten)        |                                        |          |
| What Do You Mean? Justin Bieber Jason Boyd, Mason Levy, Justin Bieber | 6                                      | In the Lonely Hour Sam Smith               |                                        |          |
| Thinking Out Loud Ed Sheeran Ed Sheeran, Amy Wadge | 7                                      | Purpose Justin Bieber                      |                                        |          |
| Stole the Show Kygo feat. Parson James Ashton Parson, Kyrre Gørvell-Dahll, Kyle Kelso, Marli Harwood, Michael Harwood | 8                                      | Ingen kan love dig i morgen Rasmus Seebach |                                        |          |
| Uptown Funk! Mark Ronson feat. Bruno Mars Mark Ronson, Jeff Bhasker, Bruno Mars, Philip Lawrence | 9                                      | Handwritten Shawn Mendes                   |                                        |          |
| Four Five Seconds Rihanna, Kanye West & Paul McCartney Kanye West, Paul McCartney, Kirby Lauryen, Mike Dean, Tyrone Griffin, Dave Longstreth, Dallas Austin, Elon Rutberg, Noah Goldstein | 10                                     | Tænker du vi danser Marie Key              |                                        |          |